# Максимилианеум
Максимилианеум (нем. Maximilianeum) — историческое здание в Мюнхене.
Строительство началось в 1857 году по приказу короля Баварии Максимилиана II и проекту Фридриха Бюрклайна. Из-за проблем здание было закончено лишь в 1874 году.
Максимилианеум расположен на берегу Изара в конце улицы Максимилианштрассе. Первоначально здание строилось в стиле неоготики, но под влиянием Готфрида Земпера было привнесено множество элементов в стиле неоренессанса. Интерьер помещений украшают росписи таких известных художников, как Шнорр фон Карольсфельд, Фольц и Каульбах.
С 1876 года в здании располагается фонд «Maximilianeum», с 1949 года в передней части заседает ландтаг Баварии. Для заседаний парламента здание в 1958, 1964 и 1992 гг. претерпело реконструкции, было достроено несколько современных крыльев.